# Hapsidospora irregularis
Hapsidospora irregularis är en svampart som beskrevs av Malloch & Cain 1970. Hapsidospora irregularis ingår i släktet Hapsidospora, ordningen köttkärnsvampar, klassen Sordariomycetes, divisionen sporsäcksvampar och riket svampar.   Inga underarter finns listade i Catalogue of Life.